# Peter Muschalla
Peter Muschalla (* 6. November 1942 in Potsdam; † 2023) war ein deutscher Politiker (SPD).

## Leben und Beruf
Muschalla absolvierte bis 1962 eine Ausbildung zum Offsetdrucker. Er machte das Abitur und studierte von 1966 bis 1970 Rechtswissenschaft an der Humboldt-Universität zu Berlin. Muschalla war als Rechtsanwalt in Caputh tätig. Er war verheiratet und Vater zweier Kinder.

## Politik
Bei der Landtagswahl in Brandenburg 1990 wurde er im Wahlkreis 20 (Potsdam, Land I) als Direktkandidat der SPD in den brandenburgischen Landtag gewählt. Bei den Wahlen 1994 und 1999 gewann er jeweils im Wahlkreis 22 (Potsdam-Mittelmark II). Er war Abgeordneter vom 26. Oktober 1990 bis zum 13. Oktober 2004. Muschalla war der rechtspolitische Sprecher der SPD-Landtagsfraktion und hatte während der ganzen Zeit im Landtag den stellvertretenden Vorsitz im Rechtsausschuss des Landtags inne. Von 1990 bis 1994 hatte er zudem den stellvertretenden Vorsitz im Ausschuss für Haushaltskontrolle und war von 1994 bis 2004 stellvertretender Vorsitzender des Wahlprüfungsausschusses. Von 1994 bis 2004 hatte Muschalla auch den Vorsitz in der G 10-Kommission.
In den Jahren 1993 und 1994 war er Vorsitzender des Untersuchungsausschusses zur Klärung von Vorwürfen gegenüber der Landesregierung und Bediensteten der Exekutive im Zusammenhang mit Grundstücksangelegenheiten und der Vergabe von öffentlichen Aufträgen. Von 2000 bis 2003 war er Vorsitzender des parlamentarischen Untersuchungsausschusses zur Aufklärung der Mitverantwortung der Gesellschafter der BBF am Scheitern des Privatisierungsverfahrens und des Vergabeverfahrens zur privaten Errichtung des Flughafens Berlin Brandenburg (BBI).
Muschalla nahm am 23. Mai 1999 an der 11. Bundesversammlung teil, bei der Johannes Rau zum Bundespräsidenten gewählt wurde.